# Cédric Burdet
Cédric Burdet (født 15. november 1974 i Belley, Frankrig) er en fransk håndboldspiller. der til dagligt spiller for den franske ligaklub Montpellier HB. Han har spillet for klubben siden 1995, kun afbrudt at et ophold i den tyske Bundesliga-klub VfL Gummersbach.

## Landshold
Burdet er desuden en del af det franske landshold, og var blandt andet med til at vinde OL-guld 2008 i Beijing, med en finalesejr over Island. 